# Margerides
Ne doit pas être confondu avec Margeride.
Pour les articles homonymes, voir Margeride (homonymie).
Margerides est une commune française située dans le département de la Corrèze en région Nouvelle-Aquitaine.
Ses habitants sont appelés les Margeridois et Margeridoises.

## Géographie

### Localisation
Les villes les plus proches sont Bort-les-Orgues (12 km au sud-est) et Ussel (17 km au nord-ouest).

#### Communes limitrophes
Margerides est limitrophe de quatre communes.
|                  | Saint-Bonnet-près-Bort |                        |
| Saint-Victour    | Margerides             |                        |
| Roche-le-Peyroux |                        | Sarroux - Saint Julien |

### Géologie et relief
La superficie de la commune est de 1 180 hectares ; son altitude varie de 475  à   737 mètres

### Hydrographie
La commune est bordée au sud par la Diège et au nord par le Lys.

### Voies de communication et transports
Accès par l'autoroute A89 par la sortie  23 Ussel-Ouest située sur la commune de Saint-Angel à 17 km au nord-est.
La RD 979 (anciennement RN 679) qui part de Limoges passe sur la commune avant de prendre le nom de RD 679 en direction de Saint-Flour à Bort-les-Orgues. La commune dispose d'un arrêt de bus pour la ligne Ussel - Bort-les-Orgues sur la RD 979.
La gare la plus proche est celle d'Ussel à 18 km de la commune.
Les aéroports les plus proches sont Clermont-Ferrand et Aurillac. L'aérodrome d'Ussel-Thalamy est a 13 km de la commune.

### Lieux-dits, écarts et quartiers
- la Bachellerie
- Chantecoujoux
- Chez Piolet
- Chez le Bailly
- la Croze
- Prameix
- les Baraques
- le Fraysse
- Puy Blanc
- le Biabin
- la Gane
- Puy Lagarde
- le Bois-Grand
- le Grelet
- Puy Latrin
- le Bos
- la Jotte
- les Quatre Vents
- le Bosdeveix
- Lavignac
- le moulin de Rotabourg
- Chez Brunet
- Marly
- Valette
- les Bugeoux
- Montourmy
- Vigouroux
- le Cantou
- Montouroux

### Climat
Pour des articles plus généraux, voir Climat de la Nouvelle-Aquitaine et Climat de la Corrèze.
Historiquement, la commune est exposée à un climat montagnard.  
En 2020, Météo-France publie une typologie des climats de la France métropolitaine dans laquelle la commune est exposée à un climat de montagne et est dans la région climatique Ouest et nord-ouest du Massif Central, caractérisée par une pluviométrie annuelle de 900 à 1 500 mm, maximale en automne et en hiver.
Pour la période 1971-2000, la température annuelle moyenne est de 9,3 °C, avec  une amplitude thermique annuelle de 15,1 °C. Le cumul annuel moyen de précipitations est de 1 127 mm, avec 14 jours de précipitations en janvier et 8 jours en juillet. Pour la période 1991-2020, la température moyenne annuelle observée sur la station météorologique la plus proche, située sur la commune de Neuvic à 13 km à vol d'oiseau, est de 10,6 °C et le cumul annuel moyen de précipitations est de 1 173,4 mm,. Pour l'avenir, les paramètres climatiques de la commune estimés pour 2050 selon différents scénarios d’émission de gaz à effet de serre sont consultables sur un site dédié publié par Météo-France en novembre 2022.

## Urbanisme

### Typologie
Au 1er janvier 2024, Margerides est catégorisée commune rurale à habitat très dispersé, selon la nouvelle grille communale de densité à 7 niveaux définie par l'Insee en 2022.
Elle est située hors unité urbaine. Par ailleurs la commune fait partie de l'aire d'attraction d'Ussel, dont elle est une commune de la couronne,. Cette aire, qui regroupe 38 communes, est catégorisée dans les aires de moins de 50 000 habitants,.

### Occupation des sols
L'occupation des sols de la commune, telle qu'elle ressort de la base de données européenne d’occupation biophysique des sols Corine Land Cover (CLC), est marquée par l'importance des territoires agricoles (71,2 % en 2018), une proportion sensiblement équivalente à celle de 1990 (70,6 %). La répartition détaillée en 2018 est la suivante : 
zones agricoles hétérogènes (40,9 %), prairies (30,3 %), forêts (28,8 %).
L'évolution de l’occupation des sols de la commune et de ses infrastructures peut être observée sur les différentes représentations cartographiques du territoire : la carte de Cassini (XVIIIe siècle), la carte d'état-major (1820-1866) et les cartes ou photos aériennes de l'IGN pour la période actuelle (1950 à aujourd'hui).

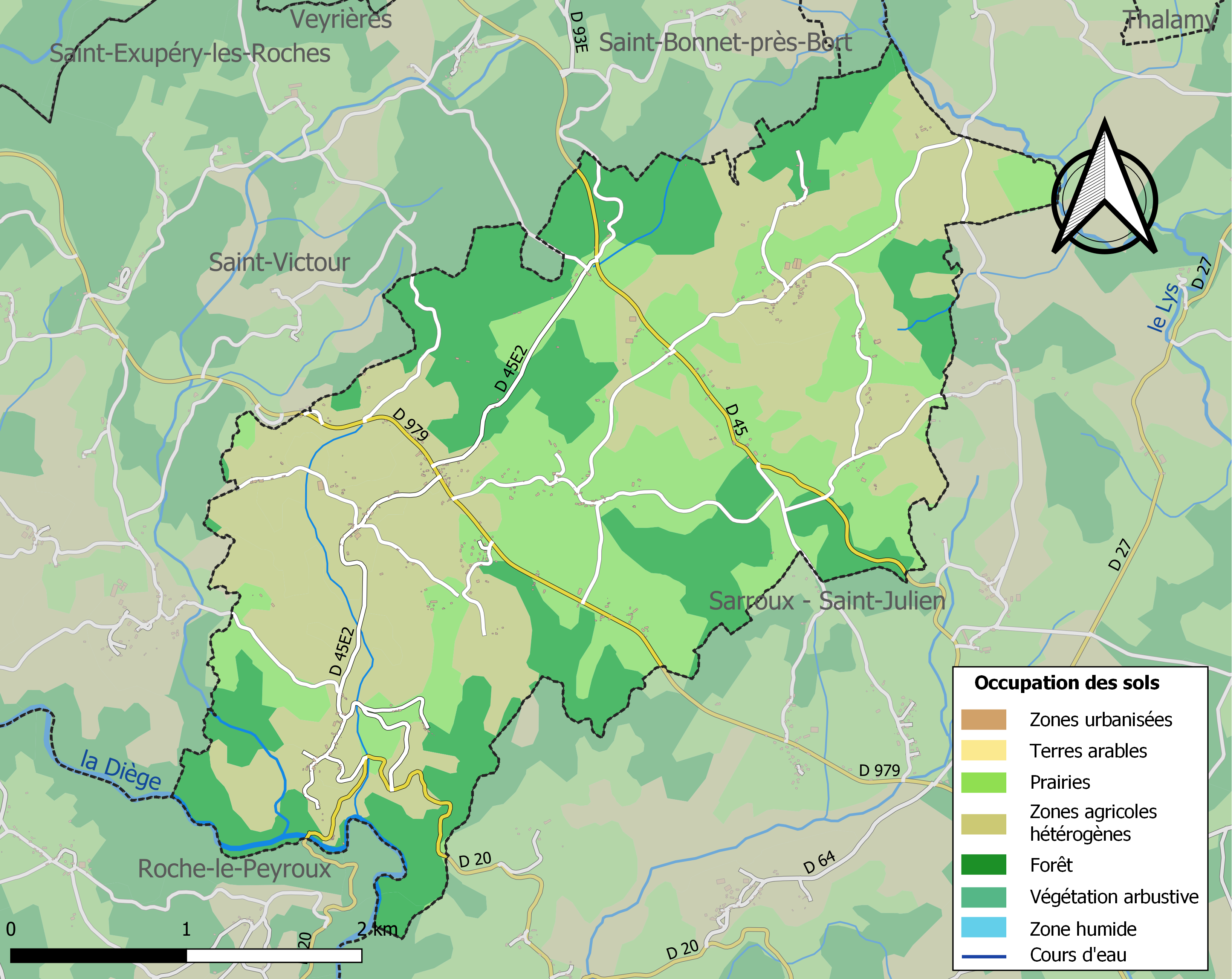
Carte des infrastructures et de l'occupation des sols de la commune en 2018 (CLC).

### Risques majeurs
Le territoire de la commune de Margerides est vulnérable à différents aléas naturels : météorologiques (tempête, orage, neige, grand froid, canicule ou sécheresse), feux de forêts et séisme (sismicité très faible). Il est également exposé à un risque technologique,  le transport de matières dangereuses, et à un risque particulier : le risque de radon. Un site publié par le BRGM permet d'évaluer simplement et rapidement les risques d'un bien localisé soit par son adresse soit par le numéro de sa parcelle.

#### Risques naturels

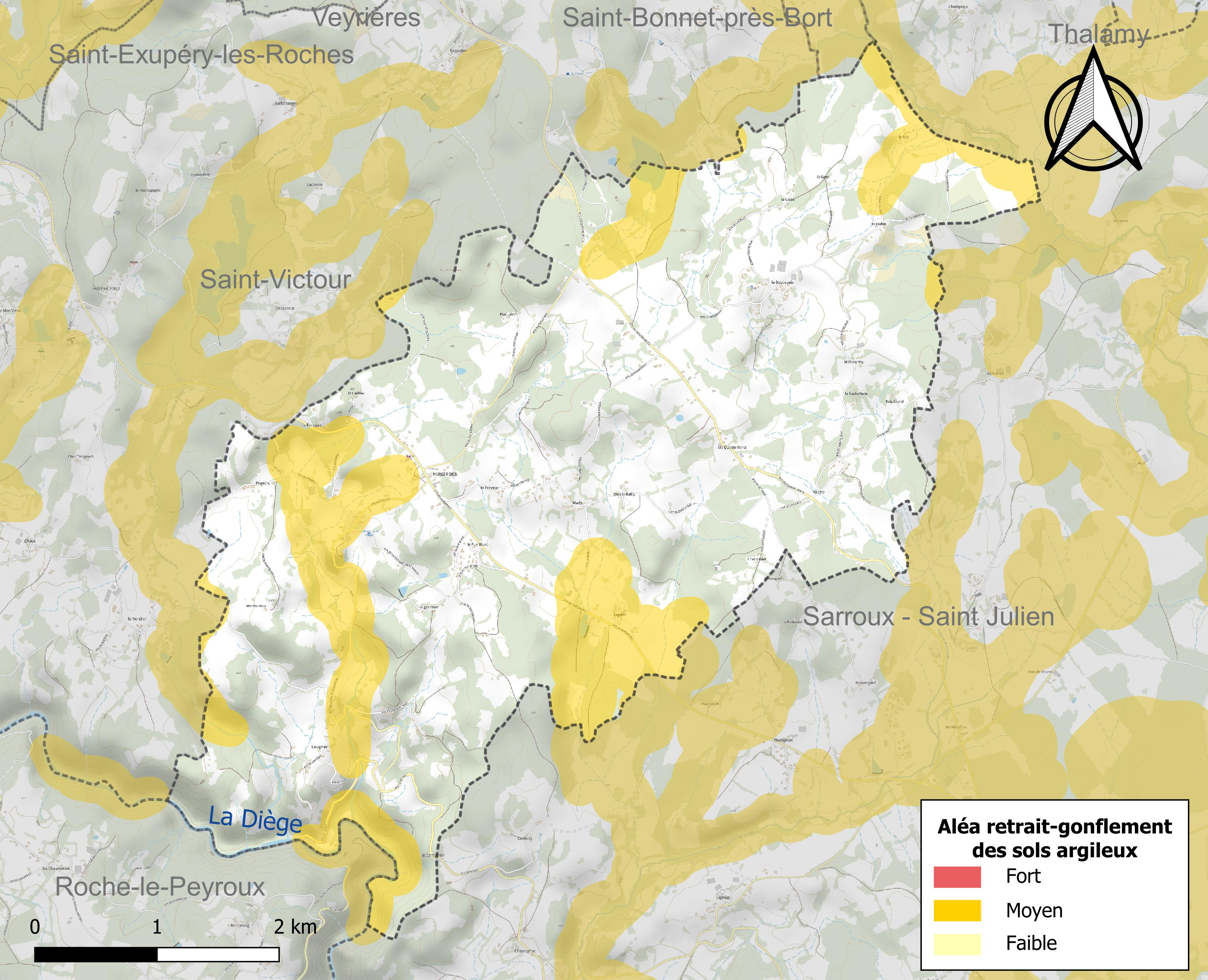
Carte des zones d'aléa retrait-gonflement des sols argileux de Margerides.

Le retrait-gonflement des sols argileux est susceptible d'engendrer des dommages importants aux bâtiments en cas d’alternance de périodes de sécheresse et de pluie. 18,6 % de la superficie communale est en aléa moyen ou fort (26,8 % au niveau départemental et 48,5 % au niveau national). Sur les 203 bâtiments dénombrés sur la commune en 2019,  34 sont en aléa moyen ou fort, soit 17 %, à comparer aux 36 % au niveau départemental et 54 % au niveau national. Une cartographie de l'exposition du territoire national au retrait gonflement des sols argileux est disponible sur le site du BRGM,.
Concernant les feux de forêt, aucun plan de prévention des risques incendie de forêt (PPRIF) n’a été établi en Corrèze, néanmoins le code de l’urbanisme impose la prise en compte des risques dans les documents d’urbanisme. Le périmètre des servitudes d'utilité publique et des zones d'obligation légale de débroussaillement pour les particuliers est quant à lui défini pour la commune dans une carte dédiée.

#### Risques technologiques
Le risque de transport de matières dangereuses sur la commune est lié à sa traversée par une canalisation de transport d'hydrocarbures. Un accident se produisant sur une telle infrastructure est susceptible d’avoir des effets graves sur les biens, les personnes ou l'environnement, selon la nature du matériau transporté. Des dispositions d’urbanisme peuvent être préconisées en conséquence.

#### Risque particulier
Dans plusieurs parties du territoire national, le radon, accumulé dans certains logements ou autres locaux, peut constituer une source significative d’exposition de la population aux rayonnements ionisants. Certaines communes du département sont concernées par le risque radon à un niveau plus ou moins élevé. Selon la classification de 2018, la commune de Margerides est classée en zone 3, à savoir zone à potentiel radon significatif.

## Histoire
La voie romaine Bort-Limoges traversait la commune. Sa trace est nette près de Marly et aux Baraques. Elle passait près du sanctuaire des Pièces-Grandes d'où une voie pouvait rejoindre Ussel par Les Quatre-Vents.
Le territoire de la commune comprend de nombreux vestiges antiques. Outre le sanctuaire gallo-romain des Pièces-Grandes, plusieurs villas gallo-romaines sont mentionnées.
Près du bourg au lieu-dit les Pradettes, une fouille réalisée en 1967 a révélé un bâtiment pratiquement arasé par les cultures. Trois bases de murs limitaient partiellement une grande salle comprenant au centre un dallage en tegulæ fortement calcinées et recouvertes de cendres. En partie située sous ce dallage, une fosse renfermait, entre autres, une monnaie de Postume (260-269).
Le mobilier recueilli au cours des fouilles, très fragmenté, comprenait de la céramique, des fragments de statuette en terre blanche (partie postérieure d'un personnage avec manteau, fragment de déesse-mère assise), un fragment de socle en bronze, une anse en bronze figurant une tête de Gorgone, les débris de deux récipients en bronze et deux monnaies (Antonin le Pieux et Gallien). La découverte de scories de fer, d'outils et de nombreux fragments de  meules de moulin permet de penser que la dernière occupation de la pièce fouillée correspondrait à un usage domestique ou industriel.
Près de Montourny, au lieu-dit Cros-des-Serves, un petit bâtiment de 11,20 m sur 7,20 m fut fouillé par le propriétaire. Il comprenait trois pièces principales, au sol recouvert d'un dallage fait de grands carreaux de briques reposant sur un hérisson de pierres. Sous ce sol se trouvait une couche de terre cendreuse faisant penser à une reconstruction. Deux petits murs appuyés sur la façade sud devaient border une entrée surélevée. Le mobilier mis au jour comprend deux monnaies, l'une de Constantin et l'autre de Magnence, un fragment de vase en bronze, une fibule à arc simple émaillé, de nombreux tessons de céramique commune et sigillée et des fragments de meule de moulin en basalte. Les monnaies indiquent que de ce bâtiment était toujours occupé dans la seconde moitié du IVe siècle. D'autres substructions existent à proximité.

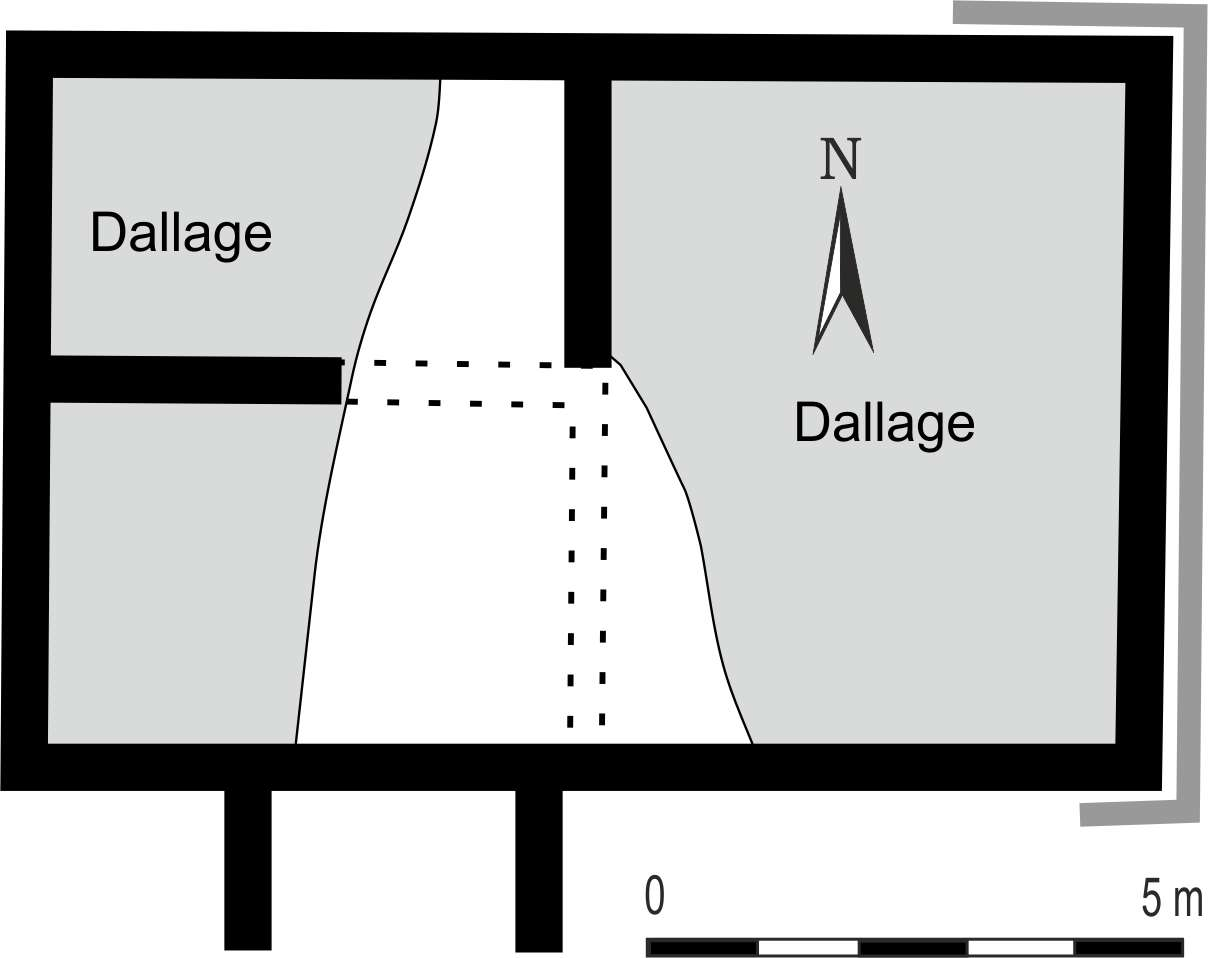
Plan du bâtiment du Cros-des-Serves.
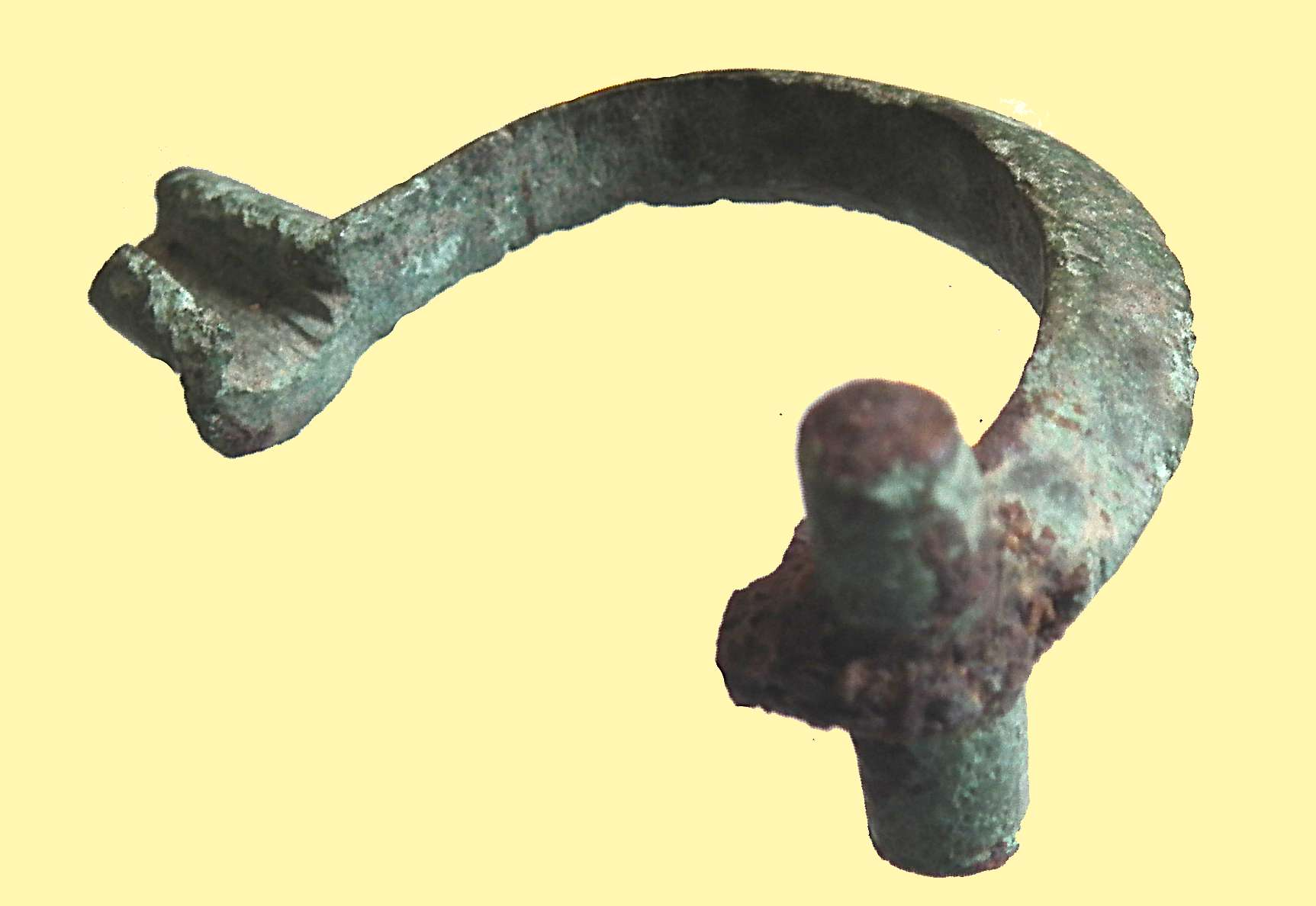
Fibule en bronze du Cros-des-Serves.

Aux Quatre-Vents, un autre bâtiment gallo-romain est marqué par des tegulæ et briques.

## Politique et administration

### Tendances politiques et résultats

#### Élection présidentielle la plus récente
| Candidat                          | Candidat              | Premier tour | Premier tour | Second tour | Second tour |
| Candidat                          | Candidat              | Voix         | %            | Voix        | %           |
| --------------------------------- | --------------------- | ------------ | ------------ | ----------- | ----------- |
|                                   | Emmanuel Macron (élu) | 43           | 24,29        | 98          | 66,67       |
|                                   | Marine Le Pen         | 38           | 21,47        | 49          | 33,33       |
|                                   | Jean-Luc Mélenchon    | 36           | 20,34        |             |             |
|                                   | François Fillon       | 29           | 16,38        |             |             |
|                                   | Nicolas Dupont-Aignan | 11           | 6,21         |             |             |
|                                   | Benoît Hamon          | 9            | 5,08         |             |             |
|                                   | Nathalie Arthaud      | 4            | 2,26         |             |             |
|                                   | Jean Lassalle         | 4            | 2,26         |             |             |
|                                   | Philippe Poutou       | 2            | 1,13         |             |             |
|                                   | Jacques Cheminade     | 1            | 0,56         |             |             |
|                                   | François Asselineau   | 0            | 0,00         |             |             |
|                                   |                       |              |              |             |             |
| Inscrits                          | Inscrits              | 216          | 100,00       | 216         | 100,00      |
| Abstentions                       | Abstentions           | 31           | 14,35        | 34          | 15,74       |
| Votants                           | Votants               | 185          | 85,65        | 182         | 84,26       |
| Blancs et nuls                    | Blancs et nuls        | 8            | 4,32         | 35          | 19,23       |
| Exprimés                          | Exprimés              | 177          | 95,68        | 147         | 80,77       |
| Source : Ministère de l'Intérieur |                       |              |              |             |             |

### Administration municipale
La population de la commune étant comprise entre 100 et 499 habitants au recensement de 2014, onze conseillers municipaux ont été élus en 2014,.

### Liste des maires successifs
| Période   | Période  | Identité         | Étiquette    | Qualité |
| --------- | -------- | ---------------- | ------------ | --- |
| 1983      | 2006     | Élie Gouny       |              | |
| mars 2006 | En cours | Danielle Coulaud | UMP puis DVD | Conseillère départementale du canton de Haute-Dordogne (2015-2021) Présidente de la CC du Plateau Bortois (2008-2013) |

### Politique de développement durable
La commune s’est engagée dans une politique de développement durable en lançant une démarche d'Agenda 21 en 2006.

### Intercommunalité
Margerides fait partie de la communauté de communes, Haute-Corrèze Communauté. La commune fait aussi partie du Syndicat de la Diège.

### Canton
La commune appartient au canton de la Haute-Dordogne, crée en 2015, le bureau centralisateur se situe sur la commune de Bort-les-Orgues.

### Instances judiciaires et administratives
Margerides relève du conseil de prud'hommes de Tulle, de la Cour administrative d'appel de Bordeaux, de la Cour d'appel de Limoges, de la Cour d'assises de la Corrèze à Tulle, du tribunal administratif de Limoges, du tribunal d'instance de Tulle, du tribunal de commerce de Brive-la-Gaillarde, du tribunal de grande instance de Tulle et du tribunal pour enfants de Brive-la-Gaillarde.

### Jumelages
En 2020, Margerides n'est jumelée avec aucune commune.

## Population et société

### Démographie
L'évolution du nombre d'habitants est connue à travers les recensements de la population effectués dans la commune depuis 1793. Pour les communes de moins de 10 000 habitants, une enquête de recensement portant sur toute la population est réalisée tous les cinq ans, les populations de référence des années intermédiaires étant quant à elles estimées par interpolation ou extrapolation. Pour la commune, le premier recensement exhaustif entrant dans le cadre du nouveau dispositif a été réalisé en 2007.

En 2022, la commune comptait 284 habitants, en évolution de −5,02 % par rapport à 2016 (Corrèze : −0,59 %, France hors Mayotte : +2,11 %).
| 1793 | 1800 | 1806 | 1821 | 1831 | 1836 | 1841 | 1846 | 1851 |
| ---- | ---- | ---- | ---- | ---- | ---- | ---- | ---- | ---- |
| 400  | 612  | 683  | 702  | 816  | 747  | 722  | 772  | 646  |

| 1856 | 1861 | 1866 | 1872 | 1876 | 1881 | 1886 | 1891 | 1896 |
| ---- | ---- | ---- | ---- | ---- | ---- | ---- | ---- | ---- |
| 695  | 623  | 640  | 639  | 750  | 700  | 725  | 738  | 715  |

| 1901 | 1906 | 1911 | 1921 | 1926 | 1931 | 1936 | 1946 | 1954 |
| ---- | ---- | ---- | ---- | ---- | ---- | ---- | ---- | ---- |
| 703  | 663  | 604  | 539  | 507  | 506  | 514  | 411  | 345  |

| 1962 | 1968 | 1975 | 1982 | 1990 | 1999 | 2006 | 2007 | 2012 |
| ---- | ---- | ---- | ---- | ---- | ---- | ---- | ---- | ---- |
| 317  | 281  | 246  | 240  | 233  | 225  | 247  | 250  | 277  |

| 2017 | 2022 | - | - | - | - | - | - | - |
| ---- | ---- | - | - | - | - | - | - | - |
| 305  | 284  | - | - | - | - | - | - | - |

### Enseignement
La commune administre une école primaire. Le collège le plus proche est le collège Marmontel à Bort-les-Orgues (13 km).

### Santé
Le centre hospitalier de Haute-Corrèze à Ussel (à 17 km) est le centre hospitalier le plus proche qui bénéficie d'un service d'urgence et d'une maternité.

### Sports
L’Association Loisirs et Culture (A.L.C.) propose diverses activités pour petits et grands (gymnastique, belote, club informatique, mise en place d'un centre de loisirs, bibliothèque, etc.). Un club de motard, de chasse et de denses est également présent sur la commune.

#### Tour de France
Le 14 juillet 1996, lors de l'étape reliant Besse à Tulle, le Tour de France passe sur la commune.

## Culture locale et patrimoine

### Lieux et monuments
- L'église Saint-Martin de Tours, classée aux monuments historiques en 1975[34].
- La fontaine Saint-Martin, au bord du chemin conduisant au village de Vigouroux
- Le sanctuaire gallo-romain des Pièces-Grandes

### Personnalités liées à la commune
- François Baranger, dessinateur de BD, auteur notamment de l'Insoumise coécrite avec l'écrivain David Haziot.

### Héraldique
| Blason de Margerides | Blason  | D'argent au lion de gueules tenant de ses pattes avant une croix ancrée du même, au chef du même à trois étoiles du champ. |
| Blason de Margerides | Détails | Le statut officiel du blason reste à déterminer.                                                                           |